# NGC 3015
NGC 3015 este o galaxie activă situată în constelația Sextantul. A fost descoperită în 23 aprilie 1864 de către Albert Marth. Se află la o distanță de 108,8 megaparseci de Pământ.